# Naltrexone
Ne pas confondre avec la naloxone ou la nalorphine.
La naltrexone est un inhibiteur des opiacés (endogènes et exogènes) utilisé à l'origine dans le traitement des toxicomanies aux opiacés puis dans celui de l'alcoolisme chronique.
C'est sa forme de chlorhydrate de naltrexone qui est commercialisée sous les marques déposées Revia (en France) et Depade. Dans quelques pays dont les États-Unis, une formule à libération prolongée est commercialisée sous le nom commercial Vivitrol.
Aux États-Unis, le bromure de méthylnaltrexone, une molécule proche vendue sous le nom de Relistor, est utilisée dans le traitement de la constipation induite par les opioïdes.
Il ne faut pas le confondre avec la naloxone qui est plus adaptée en cas d'urgence (overdose) que dans le traitement au long cours des dépendances. Utiliser de la naloxone à la place de la naltrexone peut causer des syndromes de sevrages importants. Inversement, utiliser de la naltrexone à la place de la naloxone dans le cas d'une overdose peut amener à un antagonisme des opioïdes insuffisant et peut faire échouer le traitement.
Il ne faut pas la confondre avec la nalorphine qui est agoniste antagoniste des récepteurs opioïdes.
En médecine vétérinaire, elle est utilisée en réversion des anesthésies courtes, pour contrer les effets d'un opiacé utilisé dans le protocole (butorphanol par exemple).

## Indications thérapeutiques

### Avec autorisation de mise sur le marché

#### Dépendance à l'alcool
Elle diminue la fréquence et la sévérité des rechutes dans la consommation abusive d'alcool. L'étude multicentrique COMBINE a montré l'efficacité de la naltrexone comme traitement en médecine ambulatoire, sans association de psychothérapie. Les mécanismes d'actions pourraient être un effet antagoniste aux opioïdes endogènes comme la tétrahydropapavéroline, dont la production est augmentée lors de la consommation d'alcool.
La dose initiale est de 50 mg par jour. Des nausées assez fréquentes disparaissent au bout de quelques jours. Les autres effets indésirables sont rares à ces doses-là (cytolyse hépatique). Les interactions médicamenteuses sont peu significatives. La naltrexone a deux effets. Elle diminue le besoin compulsif (craving) de boire et elle diminue les effets renforçants positifs (effets plaisants) lié à une prise d'alcool.

#### Dépendance aux opioïdes
La naltrexone aide les patients à se sevrer des opioïdes en bloquant les effets euphoriques des drogues. Elle a peu d'effet sur le besoin compulsif contrairement à l'alcool. Elle a été mieux étudiée dans l'alcoolodépendance que dans la dépendance aux opioïdes.

### Hors autorisation de mise sur le marché
À côté de cet usage de la molécule, existe un autre usage dit « LDN » pour Low Dose Naltrexone = « faibles doses de naltrexone », qui a été promu par le Dr Bihari dans les années 1980. Les doses de naltrexone prescrites sont alors de l'ordre de 1,5 mg/j à 4,5 mg/j (contre 50 mg/j dans l'usage princeps). Selon lui, le produit doit être pris (per os) au coucher. Les indications thérapeutiques seraient nombreuses :
- SIDA[réf. nécessaire] ;
- sclérose en plaques (SEP)[9],[10] ;
- maladie de Crohn[11] ;
- fibromyalgie[12],[13],[14] ;
- maladie de Lyme[15] ;
- et d'autres maladies[16],[17],[18].

Malgré l'absence totale d'essai de taille suffisante et méthodologiquement fiable et de recommandations de sociétés savantes ou d'autorité de santé, certains spécialistes des endorphines cautionnent l'efficacité des LDN dans la SEP, la fibromyalgie et la maladie de Crohn. Cet usage se répand aujourd'hui aux Etats-Unis pour l'ensemble des maladies à caractère inflammatoire et auto-immunes. 

## Contre-indications thérapeutiques
Les opioïdes endogènes (produits par l’organisme) peuvent jouer un rôle important dans certaines circonstances en permettant une hypoalgésie, c'est-à-dire en élevant le seuil de la douleur (nociception, notamment dans une partie des cas d'effets placébo face à la douleur chronique).
La naltrexone peut annuler cet effet.

## Noms commerciaux
La naltrexone est vendue sous différents noms :
- Celupan
- MorViva
- N-Cyclopropylmethylnoroxymorphone
- Naltrexin
- Naltrexona [INN-Spanish]
- Naltrexone Hcl
- Naltrexone [Usan:Ban:Inn]
- Naltrexonum [INN-Latin]
- Nemexin
- ReVia
- Vivitrex

## Association bupropion/naltrexone
Le 10 septembre 2014, la Food and Drug Administration (FDA) a donné son feu vert à la commercialisation de l'association bupropion/naltrexone (nom commercial : Contrave de l'entreprise pharmaceutique japonaise Takeda Pharmaceutical) dans le traitement de l’obésité.